# Sant Pere de Bausen
Sant Pere de Bausen és una església barroca del municipi de Bausen (Vall d'Aran) inclosa en l'Inventari del Patrimoni Arquitectònic de Catalunya. Es creu que aquest edifici substituí un d'origen romànic que segons Juli Soler i Santaló "(...) l'antiga parròquia era edificada a la part d'avall del poble i estava sota l'advocació de Santa Eulària. Actualment no se'n conserva ni despulles (...)".
Església d'una sola nau amb absis quadrat i campanar adossat. La cara nord està embeguda per una plaça del poble; la cara sud presenta una portalada d'estil neoclàssic on es conserva la dovella on s'indica l'any de construcció (a.1709) i per damunt d'ella una pedra amb simbologia de Sant Pere. L'església té contraforts i a la cara de migdia hi ha encastada un fragment d'urna funerària romana de marbre, on hi ha representat en baix relleu l'escena de tres bustos sota arcades de ferradura i signes astrals. Segons José Sarraté Forga es tracta de dues dones i un home, i la forma de ferradura dels arcs remet a les esteles pròpies de l'alt Imperi Romà, en aquest cas d'execució autòctona. També hi ha una altra pedra amb símbols paleocristians o precristians.
A la façana de migdia hi ha una llosa amb inscripcions gravades representant una decoració geomètrica; el conjunt representa una ziga-zaga que recorre de llarg a llarg la llosa; entre els espais buits hi han representats a la part superior cercles (gairebé tots amb un puntet al mig) i a la part inferior ratlles creuades.
El campanar és de base quadrada i de construcció tosca; conserva restes que poden ser d'origen romànic (suposadament aprofitats de la derruïda església de Santa Eulària) com poden ser una finestra arcada amb pedra tosca a la cara Est i una finestra espitllera tapiada a la cara Sud. A la part inferior de la cara Nord s'observa una porta d'entrada tapiada.